# Plebisciti risorgimentali

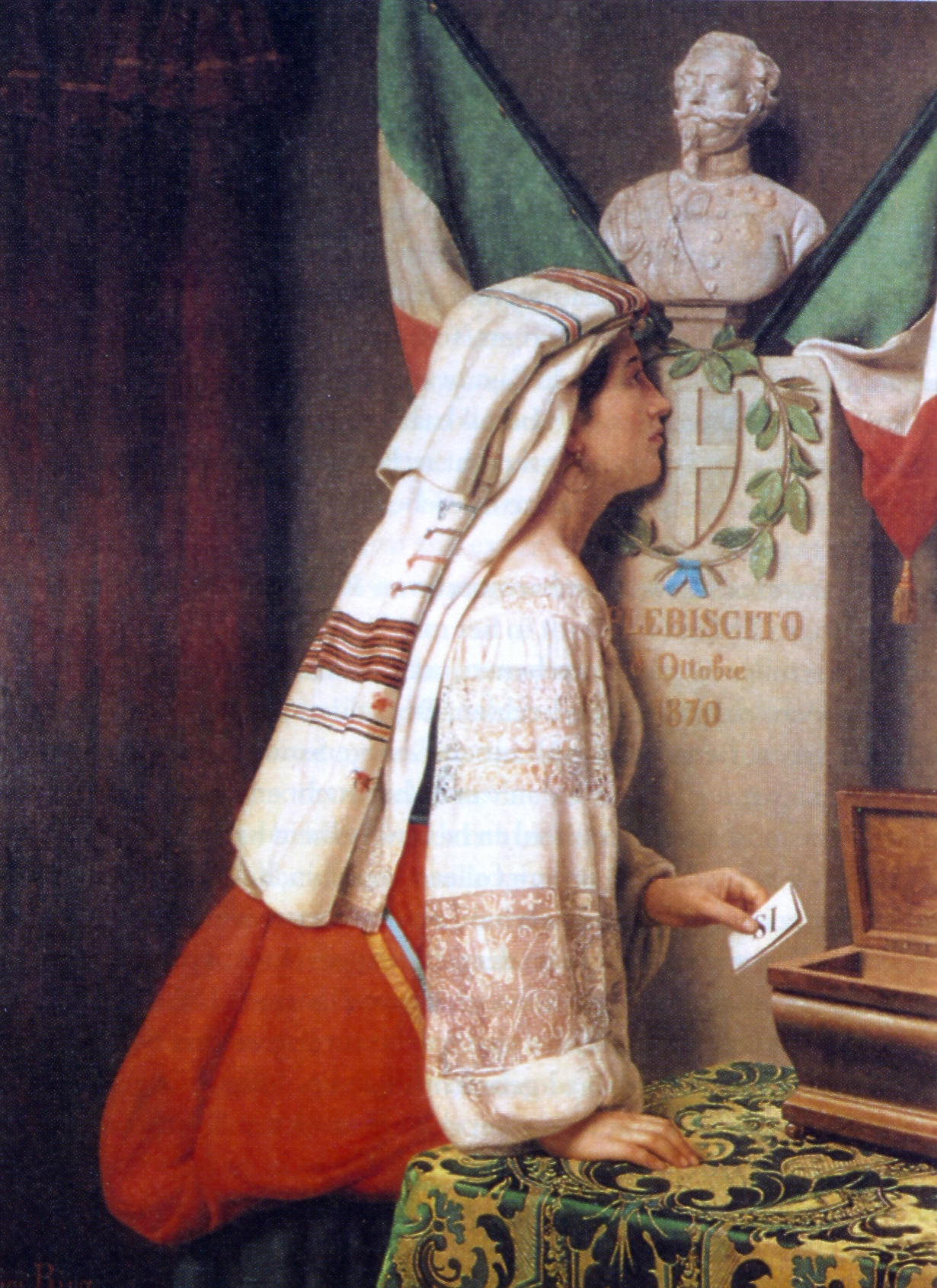
Luigi Riva, Plebiscito romano

I plebisciti risorgimentali sono i plebisciti tenuti nel corso del XIX secolo per ratificare l'annessione di territori, in particolare in relazione al Regno di Sardegna e al Regno d'Italia, portando così all'Unità d'Italia.

## Contesto storico

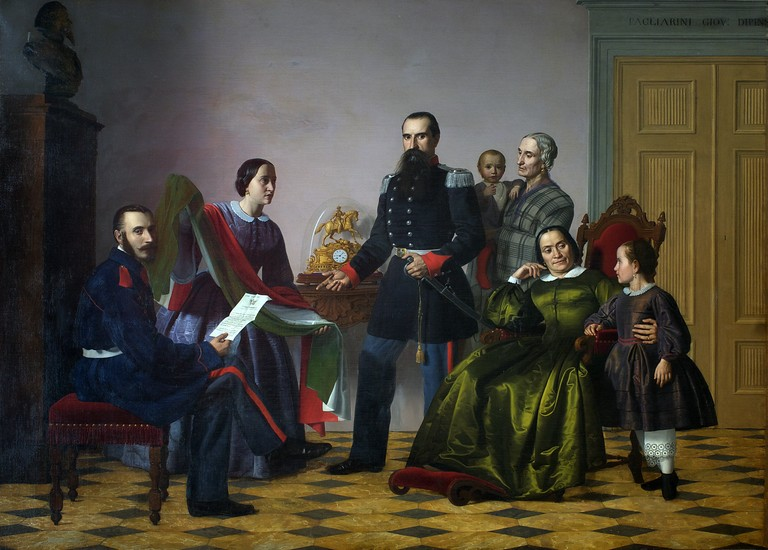
Giovanni Pagliarini, La famiglia del Plebiscito (1860)

I plebisciti furono indetti per la legittimazione di annessioni e variazioni territoriali relative al Regno di Sardegna e successivamente al Regno d'Italia.
In particolare la Legge 3 dicembre 1860, n. 4497, del Regno di Sardegna conferì al governo sabaudo la facoltà di accettare per regi decreti l'annessione di quelle Province dell'Italia centrale e meridionale che avessero espresso autonomamente, per suffragio diretto universale (maschile), la volontà delle popolazioni a far parte del Regno.

## Plebisciti del 1848

### Ducato di Parma e Piacenza
Il 26 marzo 1848 gli austriaci sgomberarono il castello di Piacenza e lo stesso giorno nella città fu stabilito un governo provvisorio. Con atto del 7 aprile fu stabilito che i cittadini potessero esprimere il proprio voto in registri scegliendo l'aggregazione del territorio di Piacenza ad un altro stato; le votazioni si effettuarono tra il 10 aprile e il 2 maggio. Questo vale ancora oggi il titolo di "Primogenita" alla città di Piacenza.
| Risultati            | Risultati                             | Numero | %      |
| -------------------- | ------------------------------------- | ------ | ------ |
|                      | Aggregazione al Piemonte              | 37 089 | 98,84% |
|                      | Aggregazione allo Stato Pontificio    | 352    | 0,94%  |
|                      | Aggregazione al Regno Lombardo Veneto | 62     | 0,17%  |
|                      | Aggregazione a Parma                  | 11     | 0,03%  |
|                      | Aggregazione alla Toscana             | 10     | 0,03%  |
|                      |                                       |        |        |
| Iscritti             | Iscritti                              | n.d.   |        |
| ↳ Votanti            | ↳ Votanti                             | 37 585 | n.d.   |
| ↳ Voti validi        | ↳ Voti validi                         | 37 524 | 99,84% |
| ↳ Voti indeterminati | ↳ Voti indeterminati                  | 61     | 0,16%  |

Nel territorio di Parma con atto dell'8 maggio il governo provvisorio locale aprì le votazioni per scegliere lo stato a cui unirsi. Tra il 20 e il 24 maggio vennero svolte le operazioni di scrutinio.
| Risultati            | Risultati                     | Numero | %      |
| -------------------- | ----------------------------- | ------ | ------ |
|                      | Per l'unione agli Stati sardi | 37 451 | 94,09% |
|                      | Per Carlo II                  | 1 656  | 4,16%  |
|                      | Per gli Stati Pontifici       | 530    | 1,33%  |
|                      | Per la Toscana                | 158    | 0,40%  |
|                      | Voti diversi                  | 8      | 0,02%  |
|                      |                               |        |        |
| Iscritti             | Iscritti                      | n.d.   |        |
| ↳ Votanti            | ↳ Votanti                     | 39 904 | n.d.   |
| ↳ Voti validi        | ↳ Voti validi                 | 39 803 | 99,75% |
| ↳ Voti indeterminati | ↳ Voti indeterminati          | 101    | 0,25%  |

Tra i voti per gli Stati sardi erano inclusi 1.680 voti di militari, 200 voti della colonna mobile parmense e il voto del vescovo di Borgo San Donnino. I voti diversi comprendevano 5 voti per porre lo stato sotto la tutela di Carlo Alberto di Savoia, 2 voti per Milano e un voto per la Repubblica.

### Province lombarde
Il governo provvisorio della Lombardia con decreto del 12 maggio stabilì le votazioni in registri, con la scelta tra l'unione immediata agli Stati sardi e il rinvio della decisione ad un momento successivo. Fu possibile votare nei registri fino al 29 maggio.
| Risultati     | Risultati                                 | Numero  | %      |
| ------------- | ----------------------------------------- | ------- | ------ |
|               | Per la fusione immediata agli Stati sardi | 561 002 | 99,88% |
|               | Per la dilazione del voto                 | 681     | 0,12%  |
|               |                                           |         |        |
| Iscritti      | Iscritti                                  | 661 626 |        |
| ↳ Votanti     | ↳ Votanti                                 | n.d.    | n.d.   |
| ↳ Voti validi | ↳ Voti validi                             | 561 683 | n.d.   |
| ↳ Voti nulli  | ↳ Voti nulli                              | n.d.    | n.d.   |

### Province venete
I comitati dipartimentali di Padova, Vicenza, Rovigo e Treviso stabilirono di seguire l'esempio lombardo e vennero stabiliti decreti per l'apertura di pubblici registri con la stessa formula usata in Lombardia. Fu possibile votare nei registri fino al 29 maggio.
| Padova        | Padova                                    | Numero | %      |
| ------------- | ----------------------------------------- | ------ | ------ |
|               | Per la fusione immediata agli Stati sardi | 62 259 | 98,42% |
|               | Per la dilazione del voto                 | 1 002  | 1,58%  |
|               |                                           |        |        |
| Iscritti      | Iscritti                                  | n.d.   |        |
| ↳ Votanti     | ↳ Votanti                                 | n.d.   | n.d.   |
| ↳ Voti validi | ↳ Voti validi                             | 63 261 | n.d.   |
| ↳ Voti nulli  | ↳ Voti nulli                              | n.d.   | n.d.   |

| Vicenza       | Vicenza                                   | Numero | %      |
| ------------- | ----------------------------------------- | ------ | ------ |
|               | Per la fusione immediata agli Stati sardi | 56 328 | 99,09% |
|               | Per la dilazione del voto                 | 520    | 0,91%  |
|               |                                           |        |        |
| Iscritti      | Iscritti                                  | n.d.   |        |
| ↳ Votanti     | ↳ Votanti                                 | n.d.   | n.d.   |
| ↳ Voti validi | ↳ Voti validi                             | 56 848 | n.d.   |
| ↳ Voti nulli  | ↳ Voti nulli                              | n.d.   | n.d.   |

| Rovigo        | Rovigo                                    | Numero | %      |
| ------------- | ----------------------------------------- | ------ | ------ |
|               | Per la fusione immediata agli Stati sardi | 23 605 | 94,87% |
|               | Per la dilazione del voto                 | 1 276  | 5,13%  |
|               |                                           |        |        |
| Iscritti      | Iscritti                                  | n.d.   |        |
| ↳ Votanti     | ↳ Votanti                                 | n.d.   | n.d.   |
| ↳ Voti validi | ↳ Voti validi                             | 24 881 | n.d.   |
| ↳ Voti nulli  | ↳ Voti nulli                              | n.d.   | n.d.   |

| Treviso       | Treviso                                   | Numero | %      |
| ------------- | ----------------------------------------- | ------ | ------ |
|               | Per la fusione immediata agli Stati sardi | 2 975  | 99,43% |
|               | Per la dilazione del voto                 | 17     | 0,57%  |
|               |                                           |        |        |
| Iscritti      | Iscritti                                  | n.d.   |        |
| ↳ Votanti     | ↳ Votanti                                 | n.d.   | n.d.   |
| ↳ Voti validi | ↳ Voti validi                             | 2 992  | n.d.   |
| ↳ Voti nulli  | ↳ Voti nulli                              | n.d.   | n.d.   |

## Plebisciti del 1859
| Territorio | Data           | Iscritti | Votanti          | Favorevoli | Contrari | Astenuti | Nulli | Esercito |
| --- | -------------- | -------- | ---------------- | ---------- | -------- | -------- | ----- | -------- |
| Ducato di Parma e Piacenza | 14 agosto 1859 | ? ?%     | almeno 63.680 ?% | 63.176 ?%  | 504 ?%   | ? ?%     | ? ?%  | -        |
| Fonte: Emmanuele Bollati, "Fasti Legislativi e Parlamentari delle Rivoluzioni Italiane del Secolo XIX", Volume 2° "1859-1861", Parte I "Lombardia - Emilia", Giuseppe Civelli, Milano, 1865, pag. 347 Note: non fu riconosciuto valore legale al plebiscito da parte del governatore straordinario Luigi Carlo Farini, che decretò l'istituzione di un'assemblea rappresentativa. Sempre in data 14 agosto si votò a Modena per eleggere un'assemblea, la quale approvò all'unanimità in data 21 agosto l'unione al Regno di Sardegna. |                |          |                  |            |          |          |       |          |

## Plebisciti del 1860
| Territorio | Data             | Iscritti     | Votanti        | Favorevoli     | Contrari  | Astenuti      | Nulli     | Esercito |
| --- | ---------------- | ------------ | -------------- | -------------- | --------- | ------------- | --------- | -------- |
| Stato Pontificio (Legazione delle Romagne) | 11/12 marzo 1860 | 252.727 100% | 203.384 80,48% | 202.659 80,19% | 254 0,10% | 49.343 19,52% | 471 0,19% | -        |
| Ducato di Modena e Reggio (Provincia Estense di Modena) | 11/12 marzo 1860 | 131.527 100% | 108.798 82,72% | 108.336 82,37% | 231 0,18% | 22.729 17,28% | 231 0,18% | -        |
| Ducato di Modena e Reggio (Provincia Estense di Massa e Carrara) | 11/12 marzo 1860 | 36.814 100%  | 23.584 64,06%  | 23.492 63,81%  | 62 0,17%  | 13.230 35,94% | 30 0,08%  | -        |
| Ducato di Parma e Piacenza (Provincia di Parma) | 11/12 marzo 1860 | 107.435 100% | 88.692 82,55%  | 88.511 82,39%  | 181 0,17% | 18.743 17,45% | 0 0%      | -        |
| Ducato di Parma e Piacenza (Provincia di Borgotaro) | 11/12 marzo 1860 | 7.715 100%   | 3.054 39,59%   | 3.008 38,99%   | 28 0,36%  | 4.661 60,41%  | 18 0,23%  | -        |

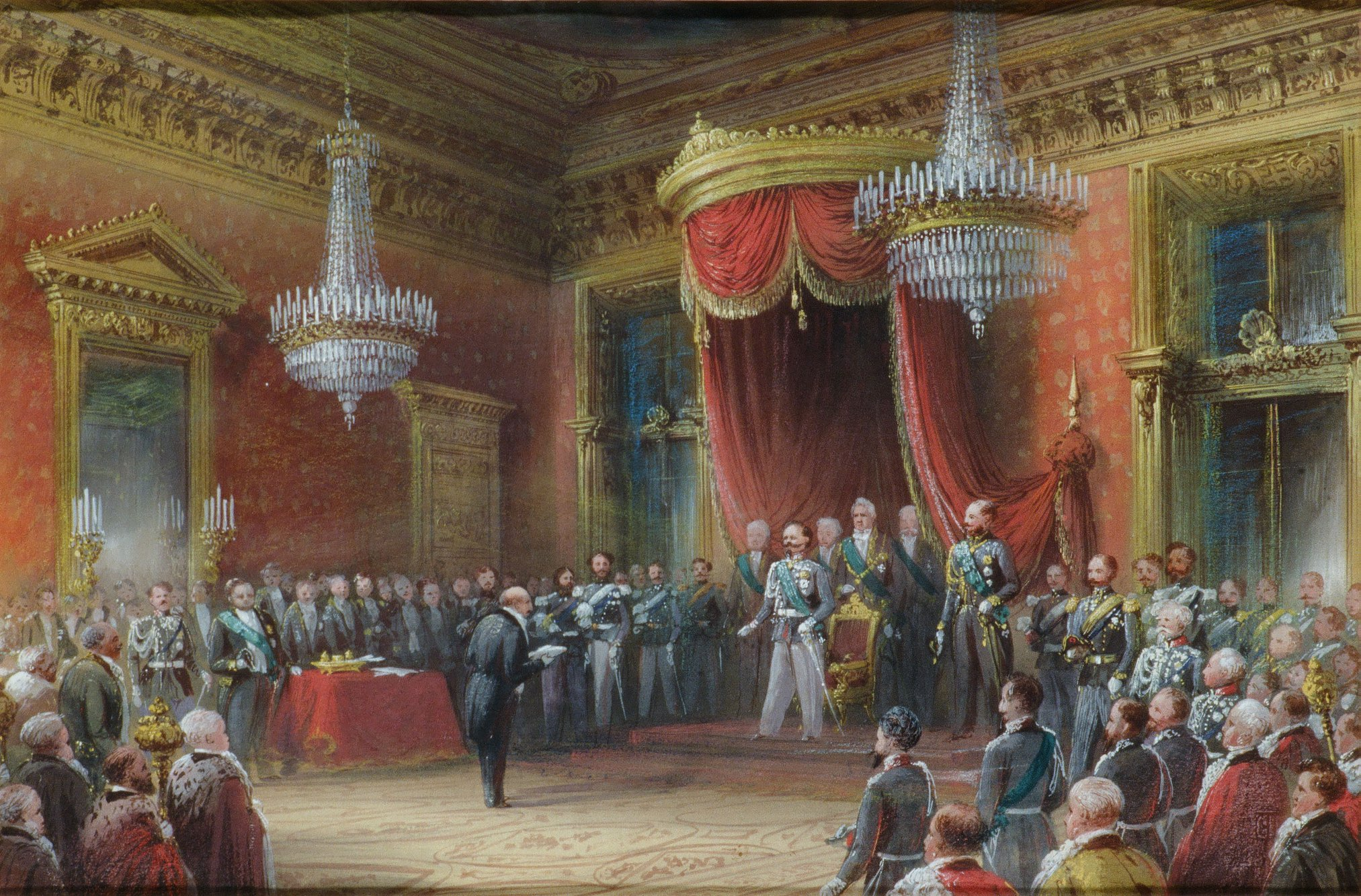
Vittorio Emanuele II di Savoia riceve i risultati del plebiscito dell'11-12 marzo 1860 sull'annessione della Toscana al Regno di Sardegna, tempera di Carlo Bossoli

| Quesito: '«Volete l'unione alla monarchia costituzionale di Re Vittorio Emanuele II?»' Decreto di Annessione: Regio Decreto 18 marzo 1860 n. 4004: «Le province dell'Emilia fanno parte del Regno d'Italia». Fonte: Statuto Fondamentale del Regno in data 4 marzo 1848 corredato di lettere patenti, decreti, proclami, plebisciti con intestazioni degli atti di governo e formola per la promulgazione delle leggi, Stamperia della Gazzetta del popolo, Torino, 1884 Università degli Studi di Torino, Dipartimento di Scienze Giuridiche, Archivio di Diritto e Storia Costituzionali, "Atti Costitutivi dell'Unità d'Italia (1859-1860)", Torino Camera dei deputati, "Le assemblee del risorgimento. Prefazione generale. Piemonte – Lombardia – Bologna – Modena – Parma", Roma, 1911 Note: Al plebiscito del 1860 al Granducato di Toscana fu esclusa la Romagna toscana (parte delle ex Legazioni pontificie) e l'isola di Capraia (parte del Regno di Sardegna). |                  |              |                |                |           |               |           |          |

### Granducato di Toscana

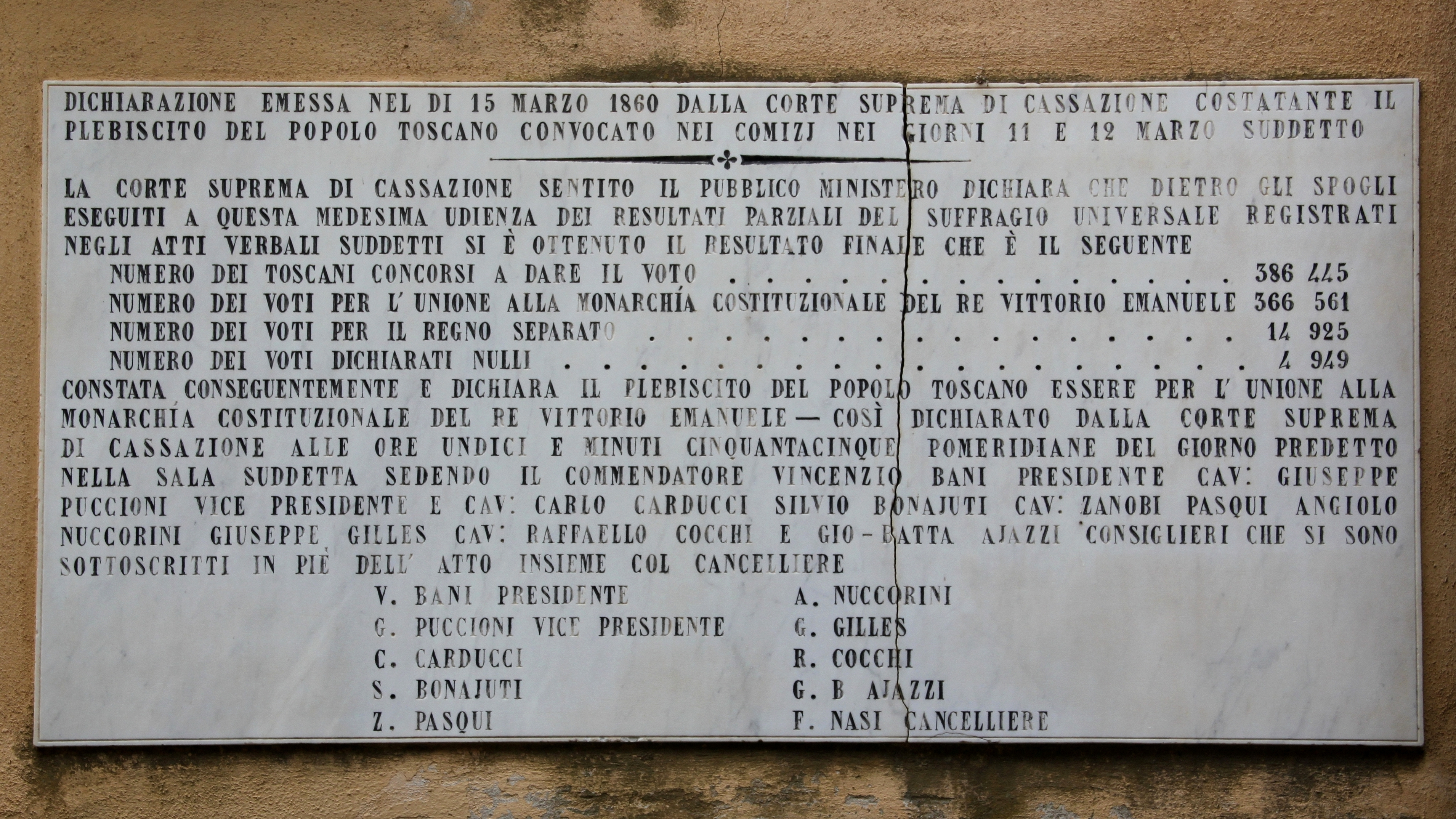
Lapide esposta a Campiglia Marittima per celebrare l'esito del referendum del Granducato di Toscana

Il plebiscito per l'annessione al Regno d'Italia dei territori toscani si svolse tra l'11 e il 12 marzo 1860.
| Risultati     | Risultati             | Numero  | %      |
| ------------- | --------------------- | ------- | ------ |
|               | Per l'unione          | 366 571 | 96,09% |
|               | Per il regno separato | 14 925  | 3,91%  |
|               |                       |         |        |
| Iscritti      | Iscritti              | n.d.    |        |
| ↳ Votanti     | ↳ Votanti             | 386 445 | n.d.   |
| ↳ Voti validi | ↳ Voti validi         | 381 496 | 98,72% |
| ↳ Voti nulli  | ↳ Voti nulli          | 4 949   | 1,28%  |

L'annessione fu formalizzata con regio decreto 22 marzo 1860, n. 4014 («Le province della Toscana fanno parte del Regno d'Italia»).

### Nizza e Savoia
I plebisciti per l'annessione al Secondo Impero francese dei territori di Nizza e di Savoia si svolsero rispettivamente il 15-16 aprile e il 22-23 aprile 1860.
In Savoia il quesito era La Savoie veut-elle être réunie à la France ?
| Nizza         | Nizza         | Numero | %      |
| ------------- | ------------- | ------ | ------ |
|               | Sì            | 25 743 | 99,38% |
|               | No            | 160    | 0,62%  |
|               |               |        |        |
| Iscritti      | Iscritti      | 30 712 |        |
| ↳ Votanti     | ↳ Votanti     | 25 933 | 84,44% |
| ↳ Voti validi | ↳ Voti validi | 25 903 | 99,88% |
| ↳ Voti nulli  | ↳ Voti nulli  | 30     | 0,12%  |

| Savoia        | Savoia        | Numero  | %      |
| ------------- | ------------- | ------- | ------ |
|               | Sì            | 130 533 | 99,82% |
|               | No            | 235     | 0,18%  |
|               |               |         |        |
| Iscritti      | Iscritti      | 135 449 |        |
| ↳ Votanti     | ↳ Votanti     | 130 839 | 96,60% |
| ↳ Voti validi | ↳ Voti validi | 130 768 | 99,95% |
| ↳ Voti nulli  | ↳ Voti nulli  | 71      | 0,05%  |

A Nizza era indicato a parte anche il voto di 1409 militari (1200 sì, 186 no e 23 nulli).

### Regno delle Due Sicilie

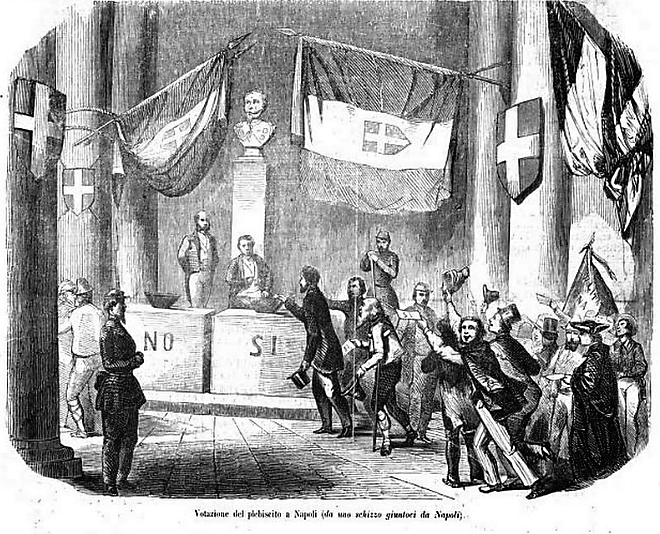
Il plebiscito del 1860 a Napoli

I due plebisciti si svolsero il 21 ottobre con il quesito Il popolo vuole l'Italia Una e Indivisibile con Vittorio Emanuele Re costituzionale e i suoi legittimi discendenti?
| Province napoletane | Province napoletane | Numero    | %      |
| ------------------- | ------------------- | --------- | ------ |
|                     | Sì                  | 1 302 064 | 99,21% |
|                     | No                  | 10 312    | 0,79%  |
|                     |                     |           |        |
| Iscritti            | Iscritti            | n.d.      |        |
| ↳ Votanti           | ↳ Votanti           | n.d.      | n.d.   |
| ↳ Voti validi       | ↳ Voti validi       | 1 312 376 | n.d.   |
| ↳ Voti nulli        | ↳ Voti nulli        | n.d.      | n.d.   |

| Province siciliane | Province siciliane | Numero  | %      |
| ------------------ | ------------------ | ------- | ------ |
|                    | Sì                 | 432 053 | 99,85% |
|                    | No                 | 667     | 0,15%  |
|                    |                    |         |        |
| Iscritti           | Iscritti           | n.d.    |        |
| ↳ Votanti          | ↳ Votanti          | n.d.    | n.d.   |
| ↳ Voti validi      | ↳ Voti validi      | 432 720 | n.d.   |
| ↳ Voti nulli       | ↳ Voti nulli       | n.d.    | n.d.   |

Le annessioni furono formalizzate con regi decreti 17 dicembre 1860, nn. 4498 e 4499 («Le province napoletane fanno parte del Regno d'Italia» e «Le province siciliane fanno parte del Regno d'Italia»).
Sia le province napoletane sia le province siciliane erano parte dal dicembre 1816 del Regno delle Due Sicilie. A questo plebiscito venne concesso di votare alla patriota Marianna De Crescenzo, unica donna ammessa al voto e probabilmente la prima donna votante in una consultazione in Italia.

### Legazioni delle Marche e dell'Umbria
I plebisciti per l'annessione al Regno d'Italia delle legazioni delle Marche e dell'Umbria si svolsero il 4 e 5 novembre 1860.
Il quesito del plebiscito era Volete far parte della monarchia costituzionale del Re Vittorio Emanuele II?.
| Legazione delle Marche | Legazione delle Marche | Numero  | %      |
| ---------------------- | ---------------------- | ------- | ------ |
|                        | Sì                     | 133 783 | 99,10% |
|                        | No                     | 1 212   | 0,90%  |
|                        |                        |         |        |
| Iscritti               | Iscritti               | 167 326 |        |
| ↳ Votanti              | ↳ Votanti              | 135 255 | 80,83% |
| ↳ Voti validi          | ↳ Voti validi          | 134 995 | 99,81% |
| ↳ Voti nulli           | ↳ Voti nulli           | 260     | 0,19%  |

| Legazione dell'Umbria | Legazione dell'Umbria | Numero  | %      |
| --------------------- | --------------------- | ------- | ------ |
|                       | Sì                    | 97 040  | 99,61% |
|                       | No                    | 380     | 0,39%  |
|                       |                       |         |        |
| Iscritti              | Iscritti              | 123 011 |        |
| ↳ Votanti             | ↳ Votanti             | 97 625  | 79,36% |
| ↳ Voti validi         | ↳ Voti validi         | 97 420  | 99,79% |
| ↳ Voti nulli          | ↳ Voti nulli          | 205     | 0,21%  |

L'annessione delle Marche fu formalizzata con regio decreto 17 dicembre 1860, n. 4500, mentre l'annessione dell'Umbria con regio decreto 17 dicembre 1860, n. 4501.
Le Marche comprendevano l'alta Val Marecchia e il mandamento di Gubbio ora in Umbria, l'Umbria comprendeva il circondario di Rieti ora in Lazio e il mandamento di Visso ora nelle Marche e escluso il mandamento di Gubbio nelle Marche.
A questo plebiscito venne eccezionalmente concesso il voto alla poetessa e patriota Maria Alinda Bonacci Brunamonti, unica donna a cui fu concesso il voto.

## Plebiscito del 1866

### Province venete e provincia di Mantova

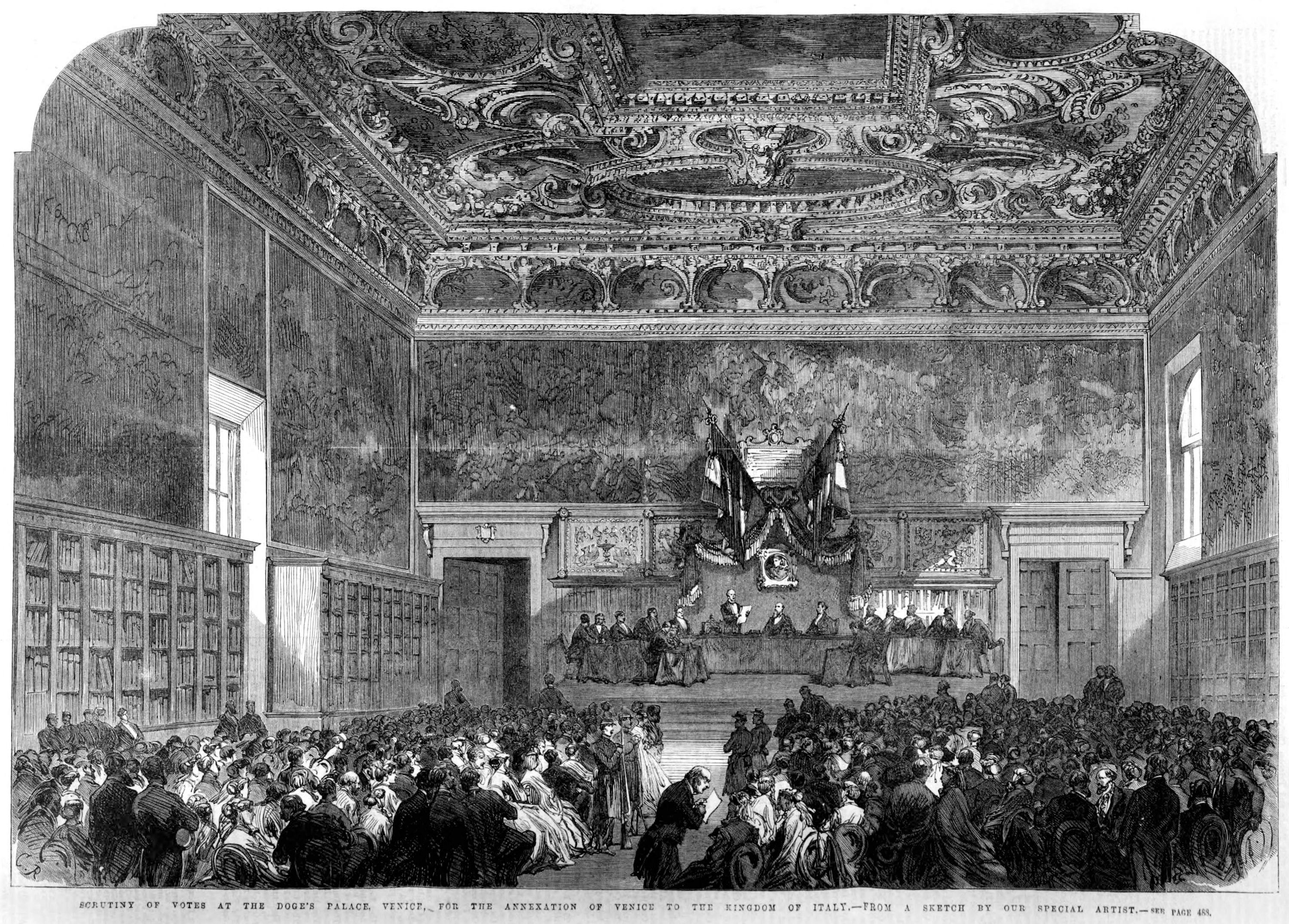
Scrutinio dei voti a Palazzo Ducale

Il plebiscito per l'annessione al Regno d'Italia delle province venete e della provincia di Mantova si svolse nei giorni 21 e 22 ottobre 1866 con il quesito: Dichiariamo la nostra unione al Regno d'Italia sotto il Governo monarchico-costituzionale del re Vittorio Emanuele II e de' suoi successori. Tra le Province Venete era compresa la Provincia del Friuli, corrispondente alle attuali Province di Udine e Pordenone.
| Risultati     | Risultati     | Numero  | %      |
| ------------- | ------------- | ------- | ------ |
|               | Sì            | 647 246 | 99,99% |
|               | No            | 69      | 0,01%  |
|               |               |         |        |
| Iscritti      | Iscritti      | n.d.    |        |
| ↳ Votanti     | ↳ Votanti     | 647 686 | n.d.   |
| ↳ Voti validi | ↳ Voti validi | 647 315 | 99,94% |
| ↳ Voti nulli  | ↳ Voti nulli  | 371     | 0,06%  |

L'annessione fu formalizzata con regio decreto del 4 novembre del 1866, n. 3300, che all'art. 1 stabiliva che «Le provincie Venete e quella di Mantova fanno parte del Regno d'Italia».

## Plebiscito del 1870

### Roma

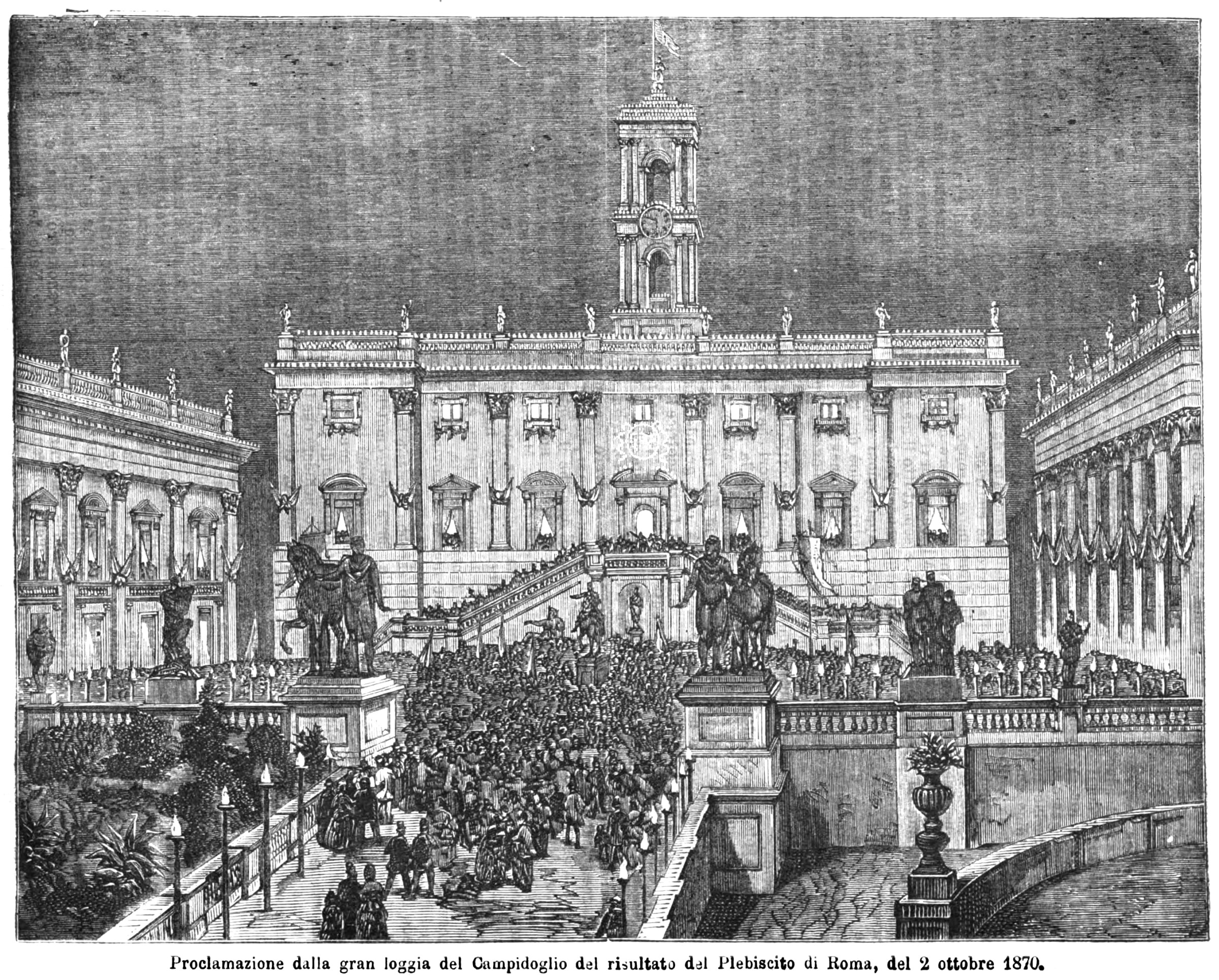
Proclamazione dalla gran loggia del Campidoglio dei risultati del plebiscito

Il plebiscito per l'annessione al Regno d'Italia dei territori di Roma e provincia e delle province di Civitavecchia, Frosinone, Velletri e Viterbo si svolse il 2 ottobre 1870; il quesito era così formulato: Desideriamo essere uniti al Regno d'Italia, sotto la monarchia costituzionale del re Vittorio Emanuele II e dei suoi successori.
| Risultati     | Risultati     | Numero  | %      |
| ------------- | ------------- | ------- | ------ |
|               | Sì            | 133 681 | 98,89% |
|               | No            | 1 507   | 1,11%  |
|               |               |         |        |
| Iscritti      | Iscritti      | 167 548 |        |
| ↳ Votanti     | ↳ Votanti     | 135 291 | 80,75% |
| ↳ Voti validi | ↳ Voti validi | 135 188 | 99,92% |
| ↳ Voti nulli  | ↳ Voti nulli  | 103     | 0,08%  |

L'annessione fu formalizzata con regio decreto 9 ottobre 1870, n. 5903, che all'art. 1 stabiliva «Roma e le provincie romane fanno parte del Regno d'Italia».